# Čeiridopsis
Čeiridopsis (lat. Cheiridopsis)  biljni rod iz porodice čupavica, kojemu pripada četrdesetak vrsta trajnica s juga Afrike (JAR, Namibija)

## Vrste
1. Cheiridopsis acuminata L.Bolus
2. Cheiridopsis alba-oculata Klak & Helme
3. Cheiridopsis amabilis S.A.Hammer
4. Cheiridopsis angustifolia (L.Bolus) R.F.Powell
5. Cheiridopsis aspera L.Bolus
6. Cheiridopsis brownii Schick & Tischer
7. Cheiridopsis campanulata G.Will.
8. Cheiridopsis caroli-schmidtii (Dinter & A.Berger) N.E.Br.
9. Cheiridopsis delphinoides S.A.Hammer
10. Cheiridopsis denticulata (Haw.) N.E.Br.
11. Cheiridopsis derenbergiana Schwantes
12. Cheiridopsis excavata L.Bolus
13. Cheiridopsis gamoepensis S.A.Hammer
14. Cheiridopsis glomerata S.A.Hammer
15. Cheiridopsis herrei L.Bolus
16. Cheiridopsis imitans L.Bolus
17. Cheiridopsis meyeri N.E.Br.
18. Cheiridopsis minor (L.Bolus) H.E.K.Hartmann
19. Cheiridopsis namaquensis (Sond.) H.E.K.Hartmann
20. Cheiridopsis nana (L.Bolus) R.F.Powell
21. Cheiridopsis nelii Schwantes
22. Cheiridopsis pearsonii N.E.Br.
23. Cheiridopsis peculiaris N.E.Br.
24. Cheiridopsis pillansii L.Bolus
25. Cheiridopsis pilosula L.Bolus
26. Cheiridopsis ponderosa S.A.Hammer
27. Cheiridopsis purpurea L.Bolus
28. Cheiridopsis pusilla (S.A.Hammer) R.F.Powell
29. Cheiridopsis robusta (Haw.) N.E.Br.
30. Cheiridopsis rostrata (L.) N.E.Br.
31. Cheiridopsis rudis L.Bolus
32. Cheiridopsis schlechteri Tischer
33. Cheiridopsis speciosa L.Bolus
34. Cheiridopsis spiculata R.F.Powell
35. Cheiridopsis turbinata L.Bolus
36. Cheiridopsis umbrosa S.A.Hammer & Desmet
37. Cheiridopsis umdausensis L.Bolus
38. Cheiridopsis vanbredae L.Bolus
39. Cheiridopsis vanzylii L.Bolus
40. Cheiridopsis velox S.A.Hammer
41. Cheiridopsis verrucosa L.Bolus